# Saison 2009-2010 des Celtics de Boston
La saison 2009-2010 des Celtics de Boston est la 64e saison de basket-ball de la franchise américaine de la National Basketball Association (généralement désignée par le sigle NBA).
Les Celtics de Boston jouent toutes leurs rencontres à domicile dans un TD Garden à guichets fermés. Entraînée par Doc Rivers, l'équipe réussit à terminer en tête de la saison régulière de la Division Atlantique et quatrième de la Conférence Est.
Dans les playoffs, les Celtics ont vaincu le Heat de Miami en cinq matchs au premier tour, puis ont défait les Cavaliers de Cleveland, tête de série, en six matchs dans les demi-finales, et enfin, ont vaincu le Magic d'Orlando en six matchs en finale de conférence pour se qualifier pour les Finales NBA, pour la 21e fois dans l’histoire de la franchise. Les Celtics ont joué contre le champion en titre et leur rival, les Lakers de Los Angeles. Dans une revanche des Finales NBA 2008, au cours desquelles les Celtics ont battu les Lakers en six matchs pour remporter leur 17e titre. Cette saison, les Lakers ont battu les Celtics en sept matchs.

## Draft
| Tour | Choix | Joueur        | Poste | Nationalité | Provenance |
| ---- | ----- | ------------- | ----- | ----------- | ---------- |
| 2    | 58    | Lester Hudson | PG    | États-Unis  | Tennessee  |

## Classements de la saison régulière
| Conférence Est | Conférence Est         | Conférence Est | Conférence Est | Conférence Est |
| No             | Franchise              | Vic.           | Déf.           | PCT            |
| -------------- | ---------------------- | -------------- | -------------- | -------------- |
| 1              | Cavaliers de Cleveland | 61             | 21             | .744           |
| 2              | Magic d'Orlando        | 59             | 23             | .720           |
| 3              | Hawks d'Atlanta        | 53             | 29             | .646           |
| 4              | Celtics de Boston      | 50             | 32             | .610           |
| 5              | Heat de Miami          | 47             | 35             | .573           |
| 6              | Bucks de Milwaukee     | 46             | 36             | .561           |
| 7              | Bobcats de Charlotte   | 44             | 38             | .537           |
| 8              | Bulls de Chicago       | 41             | 41             | .500           |
|                |                        |                |                |                |
| 9              | Raptors de Toronto     | 40             | 42             | .488           |
| 10             | Pacers de l'Indiana    | 32             | 50             | .390           |
| 11             | Knicks de New York     | 29             | 53             | .354           |
| 12             | Pistons de Détroit     | 27             | 55             | .329           |
| 13             | 76ers de Philadelphie  | 27             | 55             | .329           |
| 14             | Wizards de Washington  | 26             | 56             | .317           |
| 15             | Nets du New Jersey     | 12             | 70             | .146           |

| Division Atlantique   | V  | D  | PCT  | GB |
| --------------------- | -- | -- | ---- | -- |
| Celtics de Boston     | 50 | 32 | .610 | -  |
| Raptors de Toronto    | 40 | 42 | .488 | 10 |
| Knicks de New York    | 29 | 53 | .354 | 21 |
| 76ers de Philadelphie | 27 | 55 | .329 | 23 |
| Nets du New Jersey    | 12 | 70 | .146 | 38 |

## Effectif
Note : IN = Blessé

## Statistiques

### Saison régulière
| Joueur           | MJ | MC | MPG  | FG%  | 3P%  | FT%  | RPG  | APG | SPG  | BPG  | PPG  |
| ---------------- | -- | -- | ---- | ---- | ---- | ---- | ---- | --- | ---- | ---- | ---- |
| Ray Allen        | 80 | 80 | 35.2 | .477 | .363 | .913 | 3.20 | 2.6 | .80  | .31  | 16.3 |
| Tony Allen       | 54 | 8  | 16.5 | .510 | .000 | .605 | 2.70 | 1.3 | 1.09 | .35  | 6.1  |
| Marquis Daniels  | 51 | 4  | 18.4 | .498 | .214 | .607 | 1.90 | 1.3 | .53  | .12  | 5.6  |
| Glen Davis       | 54 | 1  | 17.3 | .437 | .000 | .696 | 3.80 | .6  | .39  | .26  | 6.3  |
| Michael Finley   | 21 | 1  | 15.0 | .506 | .463 | .333 | 1.60 | 1.1 | .19  | .10  | 5.2  |
| Kevin Garnett    | 69 | 69 | 29.9 | .521 | .200 | .837 | 7.30 | 2.7 | .99  | .83  | 14.3 |
| Oliver Lafayette | 1  | 0  | 22.0 | .500 | .500 | .000 | 4.00 | 2.0 | .00  | .00  | 7.0  |
| Kendrick Perkins | 78 | 78 | 27.6 | .602 | .000 | .582 | 7.60 | 1.0 | .33  | 1.69 | 10.1 |
| Paul Pierce      | 71 | 71 | 34.0 | .472 | .414 | .852 | 4.40 | 3.1 | 1.18 | .44  | 18.3 |
| Nate Robinson    | 26 | 0  | 14.7 | .401 | .414 | .615 | 1.50 | 2.0 | .85  | .00  | 6.5  |
| Rajon Rondo      | 81 | 81 | 36.6 | .508 | .213 | .621 | 4.40 | 9.8 | 2.33 | .14  | 13.7 |
| Brian Scalabrine | 52 | 3  | 9.1  | .341 | .327 | .667 | .90  | .5  | .17  | .08  | 1.5  |
| Rasheed Wallace  | 79 | 13 | 22.5 | .409 | .283 | .768 | 4.10 | 1.0 | 1.01 | .89  | 9.0  |
| Shelden Williams | 54 | 0  | 11.1 | .521 | .000 | .765 | 2.70 | .4  | .24  | .39  | 3.7  |

### Playoffs
| Joueur           | MJ | MC | MPG  | FG%  | 3P%  | FT%   | RPG   | APG | SPG  | BPG  | PPG  |
| ---------------- | -- | -- | ---- | ---- | ---- | ----- | ----- | --- | ---- | ---- | ---- |
| Ray Allen        | 24 | 24 | 38.5 | .431 | .386 | .863  | 3.30  | 2.6 | 0.92 | .13  | 16.1 |
| Tony Allen       | 24 | 0  | 16.3 | .489 | .000 | .778  | 1.70  | .7  | 1.04 | .58  | 5.1  |
| Marquis Daniels  | 11 | 0  | 3.4  | .385 | .500 | 1.000 | .90   | .1  | .00  | .00  | 1.5  |
| Glen Davis       | 24 | 1  | 20.1 | .476 | .000 | .722  | 4.510 | .5  | .79  | .38  | 7.3  |
| Michael Finley   | 18 | 0  | 6.0  | .250 | .273 | 1.000 | .60   | .2  | .22  | .00  | 0.8  |
| Kevin Garnett    | 23 | 23 | 33.3 | .495 | .000 | .839  | 7.40  | 2.5 | 1.13 | .87  | 15.0 |
| Kendrick Perkins | 23 | 23 | 25.0 | .510 | .000 | .600  | 6.20  | 1.0 | .39  | 1.39 | 5.7  |
| Paul Pierce      | 24 | 24 | 38.8 | .438 | .392 | .824  | 6.00  | 3.4 | 1.00 | .58  | 18.8 |
| Nate Robinson    | 17 | 0  | 7.5  | .375 | .333 | .800  | .80   | 1.1 | .35  | .06  | 4.2  |
| Rajon Rondo      | 24 | 24 | 40.6 | .463 | .375 | .596  | 5.60  | 9.3 | 1.92 | .13  | 16.1 |
| Brian Scalabrine | 1  | 0  | 1.0  | .000 | .000 | .000  | .00   | .0  | .00  | .00  | .0   |
| Rasheed Wallace  | 24 | 1  | 17.1 | .416 | .345 | .828  | 3.00  | .4  | .42  | .58  | 6.1  |
| Shelden Williams | 8  | 0  | 7.1  | .444 | .000 | .833  | 1.60  | .0  | .13  | .00  | 1.6  |

## Récompenses

### Saison
- Le 7 décembre 2009, Kevin Garnett est nommé joueur de la semaine de la conférence Est.
- Le 22 mars 2010, Paul Pierce est nommé joueur de la semaine de la conférence Est.

### All-Star
- Kevin Garnett est sélectionné pour la 13e fois au NBA All-Star Game comme titulaire, la 11e fois consécutivement.
- Paul Pierce est sélectionné pour la 8e fois au All-Star Game.
- Rajon Rondo est sélectionné pour la première fois de sa carrière au NBA All-Star Game.
- Paul Pierce remporte le Three-Point Contest.

## Transactions
| Arrivées Via draft - Lester Hudson Via free agency - Rasheed Wallace (des Nets) - Marquis Daniels (des Wizards) - Shelden Williams (du Heat) - Michael Finley (des Mavericks) - Tony Gaffney - Oliver Lafayette Via échange - Nate Robinson (des Nuggets) - Marcus Landry (des Knicks) | Départs Via free agency - Stephon Marbury - Leon Powe (vers les Pistons) - Mikki Moore (vers les Suns) Via échange - J. R. Giddens (vers les Knicks) - Eddie House (vers les Clippers) - Bill Walker (vers le Heat) Libérés - Gabe Pruitt - Lester Hudson - Marcus Landry |